# Gatis Kalniņš
Pour les articles homonymes, voir Kalniņš.
Gatis Kalniņš, né le 12 août 1981 à Valmiera en Lettonie, est un footballeur international letton, qui évolue au poste d'attaquant reconverti entraîneur.

## Biographie

### Carrière de joueur
Gatis Kalniņš dispute huit matchs en Ligue des champions, pour un but inscrit, et quatre matchs en Coupe UEFA,.

### Carrière d'entraîneur

#### Adjoint puis entraîneur principal de Valmiera
Kalnins met fin a sa carrière de joueur en 2020 et entreprend alors de passer ses diplômes d'entraîneur. Il rejoint Jurgis Kalns à Valmiera où il devient entraîneur adjoint. Kalns quitte son poste en Juin 2024, en cours de saison. Kalnins est nommé dans la foulé comme entraîneur principal du club. 

### Carrière internationale
Gatis Kalniņš compte 19 sélections et un but avec l'équipe de Lettonie entre 2004 et 2007. 
Il est convoqué pour la première fois par le sélectionneur national Aleksandrs Starkovs pour un match amical contre la Hongrie le 19 février 2004 (défaite 2-1). Par la suite, le 28 décembre 2005, il inscrit son seul but en sélection contre Oman, lors d'un match amical (victoire 2-1). Il reçoit sa dernière sélection le 7 février 2007 contre la Hongrie (défaite 2-0).

## Palmarès
Il est champion de Lettonie en 2002, 2003 et 2004 avec le Skonto Riga. Il remporte également la coupe de Lettonie en 2002.

## Statistiques détaillées

### Buts en sélection
Le tableau suivant liste les résultats de tous les buts inscrits par Gatis Kalniņš avec l'équipe de Lettonie.